# Ремізов Олексій Іванович
Олексій Іванович Ремізов (14 жовтня 1924 — 1 травня 1973) — технік Московського протезно-ортопедичного підприємства.

## Біографія
Народився в 1924 році в селі Жильцово Кімрського району Тверської області. Закінчив семирічну школу (1941) та школу робочої молоді (1944).
З 1941 року — працював на Московському протезно-ортопедичному підприємстві (МПОП): учень слюсаря, слюсар, технік.
З середини 1950-х років спільно з вченими ЦНДІ протезування і протезобудування МОЗ СРСР працював над створенням біокерованих протезів, 1957 року виготовив перший макетний зразок.
У 1969 році нагороджений орденом Трудового Червоного Прапора.
В 1970 році в складі колективу удостоєний Державної премії СРСР у галузі техніки за участь у створенні протеза передпліччя з біоелектричним керуванням.